# Liao Chuej (sportovec)
Liao Chuej (čínsky 廖辉, pinyin: Liào Huī; * 5. října 1987, Sien-tchao, prov. Chu-pej) je čínský sportovec; olympijský šampión a mistr světa ve vzpírání ve váhové kategorii do 69 kilogramů.

## Život a kariéra

### Dětství
Liao Chuej se narodil roku 1987 v Sien-tchao (仙桃), „líhni“ čínských gymnastů – pocházejí odtud také například Li Siao-šuang (李小双), Li Ta-šuang (李大双), Jang Wej (杨威) či Čeng Li-chuej (郑李辉), kteří se proslavili doma i v zahraničí. I Liao Chuej se původně chtěl stát gymnastou, ale v roce 1997 jej místní trenér Kan Jung-kchuej (甘永奎) s ohledem na jeho tělesné dispozice získal pro vzpírání. Na podzim roku 1997 začal trénovat pod jeho vedením. Jeho rodiče zprvu s myšlenkou vzpírání nesouhlasili – báli se, že by pod tíhou činky jejich syn už nevyrostl, ale nakonec svolili.
Díky pevné vůli a intenzivnímu tréninku se Liao Chuej rychle zlepšoval. Na jaře roku 2000 byl vybrán do provinčního výběru. V prosinci 2002 vstoupil do armádního klubu 1. srpna.

### Národní tým a olympijské hry
V roce 2005 se Liao Chuej stal juniorským mistrem Asie, v roce 2006 přidal další tři zlaté medaile na domácím juniorském šampionátu a v roce 2007 se stal trojnásobným zlatým medailistou na 6. městských hrách (第六届全国城市运动会). Na základě svého výkonnostního skoku v roce 2007 se probojoval do národního mužstva jako nadějný závodník pro londýnské olympijské hry.
Pod vedením trenéra Jü Ťieho (于杰) si však již hlasitě řekl o nominaci na pekingské olympijské hry, když na čínském mistrovství porazil oba olympijské šampióny: Š' Č'-junga (石智勇) i Čang Kuo-čenga (张国政) a zároveň překonal Čangův čínský rekord ve dvojboji. Čang Kuo-čeng na tomto mistrovství po třech nezdarech v nadhozu nebyl ve dvojboji klasifikován. Nominaci na olympijské hry tak získali Liao Chuej a Š' Č'-jung. V olympijské soutěži po trhu kvůli zdravotním problémům odstoupil Š' Č'-jung, a tak veškerá tíha odpovědnosti zůstala na Liao Chuejovi. Ten nezklamal a za výkon 348 kilogramů si na domácí půdě na krk pověsil zlatou olympijskou medaili.

### Mistr světa, světový rekordman a pád z vrcholu
Po olympijských hrách a odchodu Š' Č'-junga i Čang Kuo-čenga se Liao Chuej stal čínskou jedničkou ve váhové kategorii do 69 kilogramů. V roce 2009 zcela ovládl svou váhovou kategorii jak na čínském mistrovství, tak i na 11. celočínských hrách (第十一届全国运动会), kde dokonce stanovil neoficiální světový rekord ve dvojboji (358 kg) – ten nebyl oficiálně uznán, protože akce nebyla pořádána pod hlavičkou Mezinárodní vzpěračské federace (IWF). V listopadu získal další tři zlaté medaile na debutovém mistrovství světa v korejském Kojangu, ale vzhledem k problémům s úpravou tělesné hmotnosti a celkové dehydrataci organismu nepředvedl svůj ideální výkon. Přesto vyhrál s výrazným náskokem.
Neúspěch zaznamenal Liao Chuej na čínském mistrovství v roce 2010. Po třech nezdařených pokusech v trhu odstoupil ze soutěže. Lepší výkony předvedl na mistrovství světa v turecké Antalyi, kde vyrovnal své soutěžní dvojbojové maximum a zároveň ustanovil dva nové světové rekordy: v nadhozu (198 kg) a ve dvojboji (358 kg). 20. října 2011, tedy déle než rok po skončení soutěže, byl však kvůli pozitivnímu dopingovému testu na boldebolin, zjištěnému při mimosoutěžní dopingové kontrole v září 2010, a po neúspěšných odvoláních proti nálezu dodatečně diskvalifikován a vyškrtnut z výsledků. Zároveň mu byl oficiálně udělen čtyřletý zákaz činnosti (s platností do 30. září 2014), tedy sazba standardně udělovaná Mezinárodní vzpěračskou federací za provinění tohoto druhu. V závěru roku 2012 mu byl trest, stejně jako ostatním distancovaným kolegům, snížen na 2 roky. V důsledku toho mu tedy závodní zákaz skončil k 30. září 2012.

### Obnovení soutěžní kariéry
Liao Chuejovým prvním soutěžním startem bylo vystoupení na čínském mistrovství na konci března 2013. Úspěšný comeback byl odměněn ziskem tří zlatých medailí: v trhu, nadhozu, i olympijském dvojboji.

## Výsledky

### 2005
- Mistrovství Asie juniorů ve vzpírání 2005
  -  Trh, do 69 kg (140 kg)
  -  Nadhoz, do 69 kg (170 kg)
  -  Dvojboj, do 69 kg (310 kg)

### 2006
- Mistrovství Číny juniorů ve vzpírání 2006
  -  Trh, do 69 kg (148 kg)
  -  Nadhoz, do 69 kg (180 kg)
  -  Dvojboj, do 69 kg (328 kg)
- Mistrovství Číny ve vzpírání 2006, Nan-ning
  - 4. místo: Dvojboj, do 69 kg (323 kg)

### 2007
- Mistrovství Číny ve vzpírání 2007, Wu-i-šan
  - 4. místo: Dvojboj, do 69 kg (333 kg)
- 6. čínské městské hry, Wu-chan
  -  Trh, do 69 kg (157 kg)
  -  Nadhoz, do 69 kg (185 kg)
  -  Dvojboj, do 69 kg (342 kg)
- Univerzitní světový pohár, Lima, Peru
  -  Trh, do 69 kg (145 kg)
  -  Nadhoz, do 69 kg (180 kg)
  -  Dvojboj, do 69 kg (325 kg)
- Světový pohár IWF, Apia, Samoa
  -  Trh, do 69 kg (145 kg)
  -  Nadhoz, do 69 kg (190 kg, juniorský světový rekord)
  -  Dvojboj, do 69 kg (335 kg)

### 2008
- Mistrovství Číny ve vzpírání 2008 a olympijská kvalifikace, Čchüan-čou
  -  Trh, do 69 kg (160 kg)
  -  Nadhoz, do 69 kg (195 kg)
  -  Dvojboj, do 69 kg (355 kg, čínský rekord)
- Olympijské hry 2008, Peking, ČLR
  -  Dvojboj, do 69 kg (348 kg; „malé“ medaile se neudělují; 158 + 190 kg)

### 2009
- Mistrovství Číny ve vzpírání 2009, Chaj-kchou
  -  Trh, do 69 kg (150 kg)
  -  Nadhoz, do 69 kg (190 kg)
  -  Dvojboj, do 69 kg (340 kg)
- 11. celočínské hry, Ťi-nan
  -  Dvojboj, do 69 kg (358 kg, čínský rekord; „malé“ medaile se neudělují; 163 + 195 kg, čínský rekord v trhu)
- Mistrovství světa ve vzpírání 2009, Kojang, Jižní Korea
  -  Trh, do 69 kg (160 kg)
  -  Nadhoz, do 69 kg (186 kg)
  -  Dvojboj, do 69 kg (346 kg)
- 5. východoasijské hry, Hongkong, ČLR
  -  Dvojboj, do 77 kg (351 kg; „malé“ medaile se neudělují; 155 + 196 kg; těl. hm. 72,37 kg)

### 2010
- Mistrovství Číny ve vzpírání 2010, Čeng-čou
  - Neklasifikován: Trh, do 69 kg (155, 158, 158)
- Mistrovství světa ve vzpírání 2010, Antalya, Turecko
  -  Diskvalifikován: Trh, do 69 kg (160 kg)
  -  Diskvalifikován: Nadhoz, do 69 kg (198 kg, světový rekord)
  -  Diskvalifikován: Dvojboj, do 69 kg (358 kg, světový rekord)

### 2013
- Mistrovství Číny ve vzpírání 2013, C'-po
  -  Trh, do 69 kg (161 kg)
  -  Nadhoz, do 69 kg (188 kg)
  -  Dvojboj, do 69 kg (349 kg)